# National Association Football League
La National Association Football League, també anomenada National Association Foot Ball League, (NAFL o NAFBL) fou una competició futbolística semi-professional disputada per clubs dels Estats Units que estigué activa entre 1895 i 1898. Més tard, es tornà a posar en marxa entre els anys 1906 i 1921.
L'abril de 1895 començà la NAFBL a les regions de Nova Jersey i la ciutat de Nova York. El 1899, una forta recessió acompanyada de la Guerra hispano-estatunidenca portaren a l'aturada de la lliga. El 14 d'agost de 1906 la lliga revisqué fins al 1921. Aquest any, molts dels equips de la lliga decidiren abandonar la competició per unir-se a la plenament professional American Soccer League.

## Historial
Fonts:
| Temporada   | Campió                                  | Segon                      |
| ----------- | --------------------------------------- | -------------------------- |
| 1895        | Centreville A.C.                        | Kearny Scots               |
| 1895-96     | desconegut                              |                            |
| 1896-97     | Scottish Americans                      |                            |
| 1897-98     | Paterson True Blues                     | Kearny Scots               |
| 1898-99     | Paterson True Blues                     | Kearny Arlington           |
| 1899 - 2006 | no es disputà                           | no es disputà              |
| 1906-07     | West Hudson A.A.                        | Kearny Scots               |
| 1907-08     | Newark F.C.                             | Paterson Rangers           |
| 1908-09     | East Newark Clark A.A. West Hudson A.A. |                            |
| 1909-10     | West Hudson A.A.                        | Jersey A.C.                |
| 1910-11     | Jersey A.C.                             | Paterson Wilberforce       |
| 1911-12     | West Hudson A.A.                        | Paterson Wilberforce       |
| 1912-13     | West Hudson A.A.                        | Paterson True Blues        |
| 1913-14     | Brooklyn F.C.                           | West Hudson A.A.           |
| 1914-15     | West Hudson A.A.                        | Jersey A.C.                |
| 1915-16     | Harrison Alley Boys                     | Kearny Scots               |
| 1916-17     | Jersey A.C.                             | Kearny Scots               |
| 1917-18     | Paterson F.C.                           | Bethlehem Steel F.C.       |
| 1918-19     | Bethlehem Steel F.C.                    | Philadelphia Merchant Ship |
| 1919-20     | Bethlehem Steel F.C.                    | Erie A.A.                  |
| 1920-21     | Bethlehem Steel F.C.                    | New York F.C.              |